# عمر حكيم
عمر حكيم (بالإنجليزية: Omar Hakim)‏ (مواليد 12 فبراير 1958) هو طبال ومنتج موزع وملحن جاز واندماج جاز وموسيقى بوب أمريكي.

## النشأة
تخرج من جامعة المدرسة العليا للموسيقى والفن

## ديسكوغرافيا
- Rhythm Deep (GRP, 1989)

## وصلات خارجية
- عمر حكيم على موقع IMDb (الإنجليزية)
- عمر حكيم على موقع ميوزك برينز (الإنجليزية)
- عمر حكيم على موقع أول ميوزيك (الإنجليزية)
- عمر حكيم على موقع ديسكوغز (الإنجليزية)